# Polyethylennaphthalat
Polyethylennaphthalat (Kurzzeichen PEN, Handelsnamen u. a.: Kaladex, Teonex) ist ein durch Polykondensation hergestellter thermoplastischer Kunststoff aus der Familie der Polyester.

## Gewinnung und Darstellung
PEN wird durch Polykondensation aus Ethylenglycol und 2,6-Naphthalindicarbonsäuredimethylester (2,6-NDC, CAS-Nummer:840-65-3) hergestellt.

## Eigenschaften
PEN ist seit Anfang der 1980er Jahre bekannt. PEN unterscheidet sich von PET durch eine höhere Gasdichtigkeit und Wärmeformbeständigkeit, sowie die mechanischen Werte (E-Modul, Festigkeit) und eine gesteigerte Chemikalien-, UV- und Hydrolysebeständigkeit. Die Dauerbiegefestigkeit ist dagegen geringer und der Preis höher. PEN besitzt gute Eigenschaften als organischer Szintillator mit einer Emissionswellenlänge im sichtbaren Bereich (blau) im Gegensatz zu UV bei PET. PEN lässt sich als Copolymer ET/EN, als Polymerblend PET+PEN und nicht nur als Homopolymer einsetzen.

## Verwendung
Durch seine Eigenschaften erweist sich PEN als Alternativverpackung für alle Lebensmittel, die heiß abgefüllt werden. Die gesteigerte Glasübergangstemperatur bewirkt, dass PEN-Behälter bei bis zu 85 °C (PET 60 °C) gewaschen werden können.
Weitere Anwendungsgebiete von PEN sind Verpackungen (Folien und Fäden), Behälter und Medizinische Geräte. Daneben kommen sie in Kunststoff-Folienkondensatoren und als Lautsprechermembranen zum Einsatz.